# Weltmeisterschaften im Modernen Fünfkampf 1990
1990 fanden die Weltmeisterschaften im Modernen Fünfkampf bei den Herren in Lahti, Finnland, und bei den Damen in Linköping, Schweden, statt.

## Herren

### Einzel
| Platz | Land             | Sportler          |
| ----- | ---------------- | ----------------- |
| 1     | Italien          | Gianluca Tiberti  |
| 2     | Sowjetunion      | Anatoli Starostin |
| 3     | Tschechoslowakei | Milan Kadlec      |

### Mannschaft
| Platz | Land        | Sportler                                                |
| ----- | ----------- | ------------------------------------------------------- |
| 1     | Sowjetunion | Anatoli Starostin Wachtang Iagoraschwili Eduard Senowka |
| 2     | Italien     | Gianluca Tiberti Cesare Toraldo Alessandro Conforto     |
| 3     | Polen       | Arkadiusz Skrzypaszek Maciej Czyżowicz Dariusz Goździak |

### Staffel
| Platz | Land        | Sportler                                          |
| ----- | ----------- | ------------------------------------------------- |
| 1     | Sowjetunion | German Juferow Juri Dergejew Leonid Witoslawski   |
| 2     | Ungarn      | László Fábián Attila Kálnoki Kis Attila Mizsér    |
| 3     | Italien     | Roberto Bomprezzi Gianluca Tiberti Cesare Toraldo |

## Damen

### Einzel
| Platz | Land               | Sportlerin    |
| ----- | ------------------ | ------------- |
| 1     | Dänemark           | Eva Fjellerup |
| 2     | Vereinigte Staaten | Lori Norwood  |
| 3     | Polen              | Dorota Idzi   |

### Mannschaft
| Platz | Land           | Sportlerinnen                                            |
| ----- | -------------- | -------------------------------------------------------- |
| 1     | Polen          | Dorota Idzi Iwona Kowalewska Anna Sulima                 |
| 2     | Sowjetunion    | Irina Kisselewa Tatjana Tschernezkaja Swetlana Jakowlewa |
| 3     | BR Deutschland | Kathrin Kröning Sabine Krapf Kim Raisner                 |

## Medaillenspiegel
| Platz | Land               | Goldmedaille | Silbermedaille | Bronzemedaille |
| 1     | Sowjetunion        | 2            | 2              | –              |
| 2     | Italien            | 1            | 1              | 1              |
| 3     | Polen              | 1            | –              | 2              |
| 4     | Dänemark           | 1            | –              | –              |
| 5     | Ungarn             | –            | 1              | –              |
| 5     | Vereinigte Staaten | –            | 1              | –              |
| 7     | BR Deutschland     | –            | –              | 1              |
| 7     | Tschechoslowakei   | –            | –              | 1              |